# The Blossom

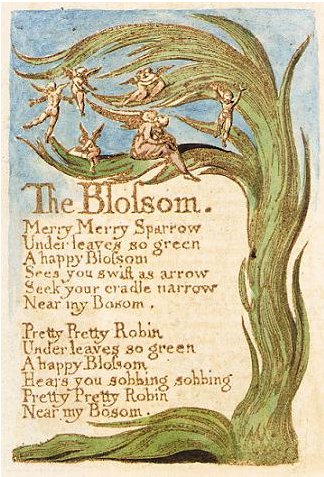
The Blossom, Songs of Innocence and of Experience, copy C, 1789, 1794 (Library of Congress) object 10

The Blossom (letteralmente in italiano "Il bocciolo") è una poesia di William Blake, raccolta in Songs of Innocence.

## Contenuti
Ricca di allegre immagini di vita (come "leaves so green", "foglie 'sì verdi", e "happy blossom" "felice bocciolo"), la poesia racconta la storia di due uccelli, un passero e un pettirosso, in due strofe dalla struttura estremamente simile. Il primo è chiaramente contento della sua vita, mentre il secondo è inquieto, e la strofa dedicata ad esso è infatti ricca di immagini negative e avvilenti. 
Diverse sono le possibili interpretazioni, anche se quella sessuale è piuttosto diffusa. Il passero, paragonato ad una freccia, è stato interpretato come un simbolo fallico, e dimostra l'innocenza e la gioia dell'amore libero. Di conseguenza il "bocciolo felice" è stato interpretato come l'organo sessuale femminile, che è felice all'arrivo del passero. 
Il pettirosso "piangente, piangente" è stato interpretato in molti modi; potrebbe simboleggiare l'opposto dell'amore libero del passero, una creatura ferita attraverso l'amore, o forse violata, oppure il simbolo del matrimonio opprimente, di cui, pur essendo felicemente sposato, Blake non aveva una grande stima; oppure potrebbe essere un'altra creatura che celebra la gioia dell'amore, e le lacrime sono estatiche piuttosto che malinconiche. Una tale interpretazione potrebbe essere coerente con la ferma fede da parte di Blake nelle gioie dell'amore libero. Molte delle sue poesie, tra cui The Little Girl Lost and Found, The Lilly o The Angel trattano il tema di abbandonarsi ai desideri e all'amore sensuale. 
Altre interpretazioni, contrapposte a quelle di tipo sessuale, prendendo in considerazione le incisioni che accompagnano la poesia, si concentrano sull'amore familiare, in cui il narratore è rappresentato da una madre e il bocciolo è il suo bambino, come in una Madonna col Bambino. Gli uccelli sono animali già tradizionalmente inseriti in questo tipo di scene: il passero come simbolo della spensieratezza e il pettirosso di empatia (che potrebbe spiegare le sue lacrime).

## L'opera nelle tavole originali
C'è consenso tra gli accademici che The Blossom sia l'undicesima tavola nelle stampe originali di Songs of Innocence and of Experience.  Le seguenti tavole rappresentano una comparazione di diverse copie esistenti della poesia, la data di stampa, la loro posizione nella relativa edizione delle poesie e l'istituzione che le ha in custodia:

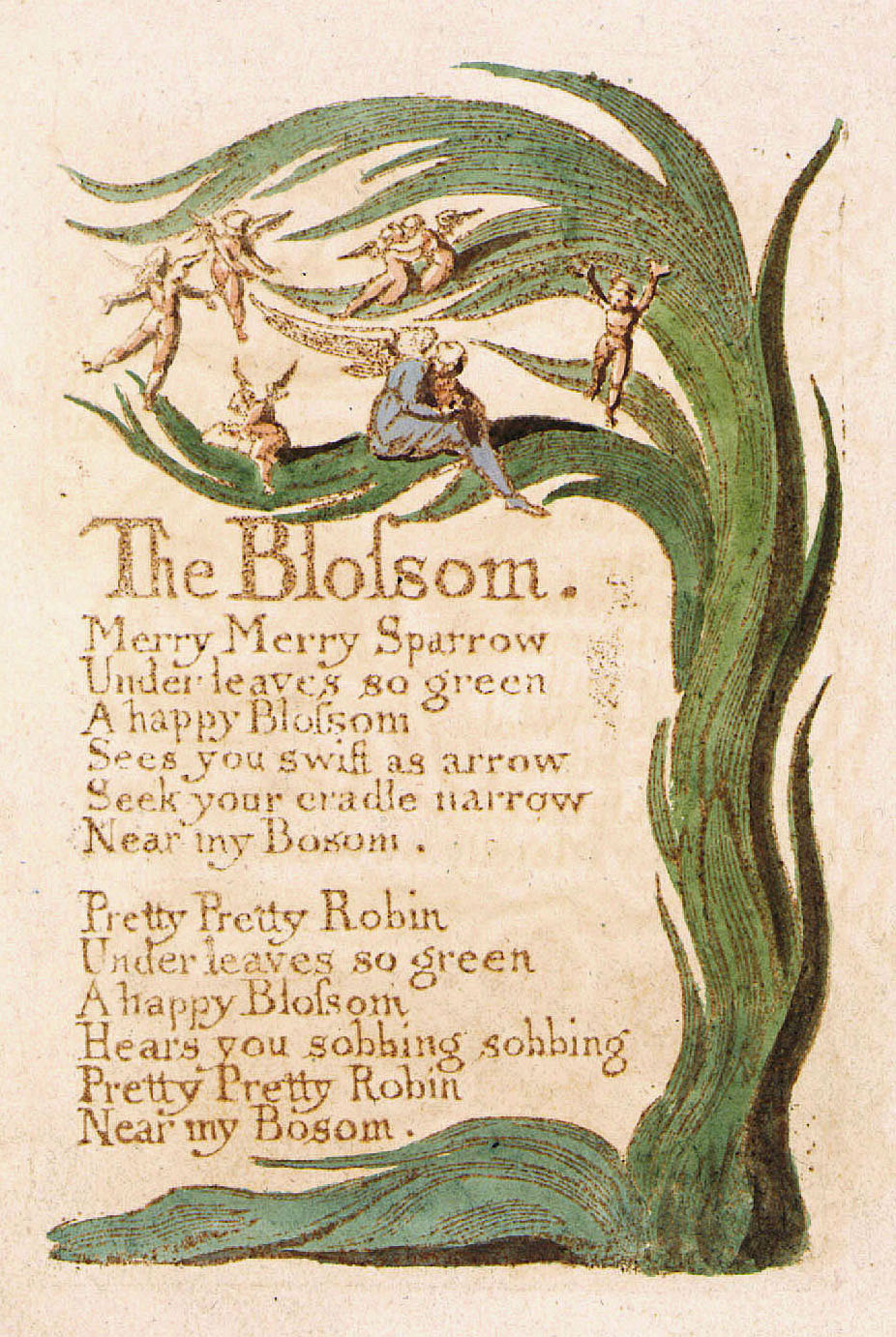
Songs of Innocence, copy B, 1789 (Library of Congress), object 28
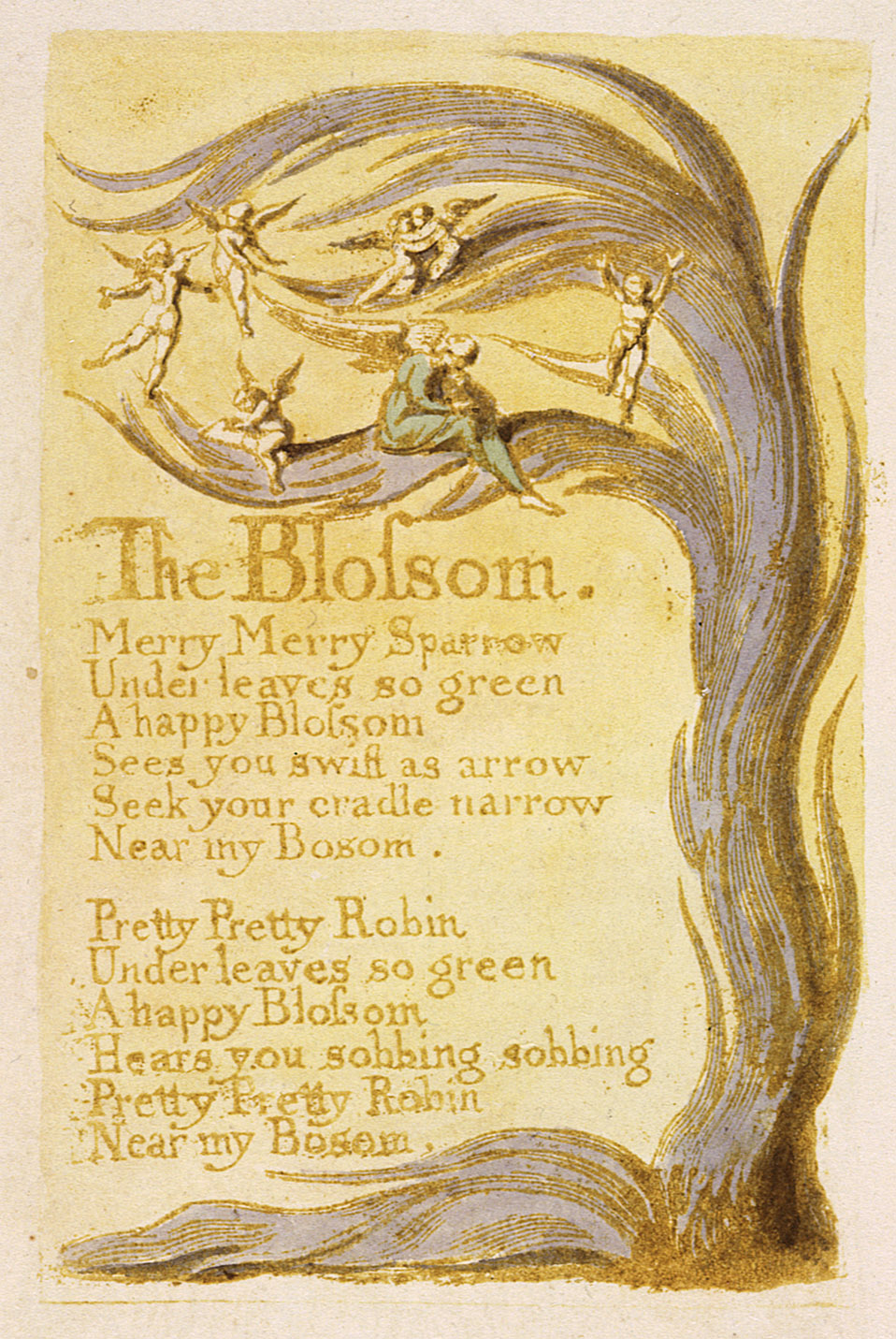
Songs of Innocence, copy G, 1789 (Yale Center for British Art) object 9
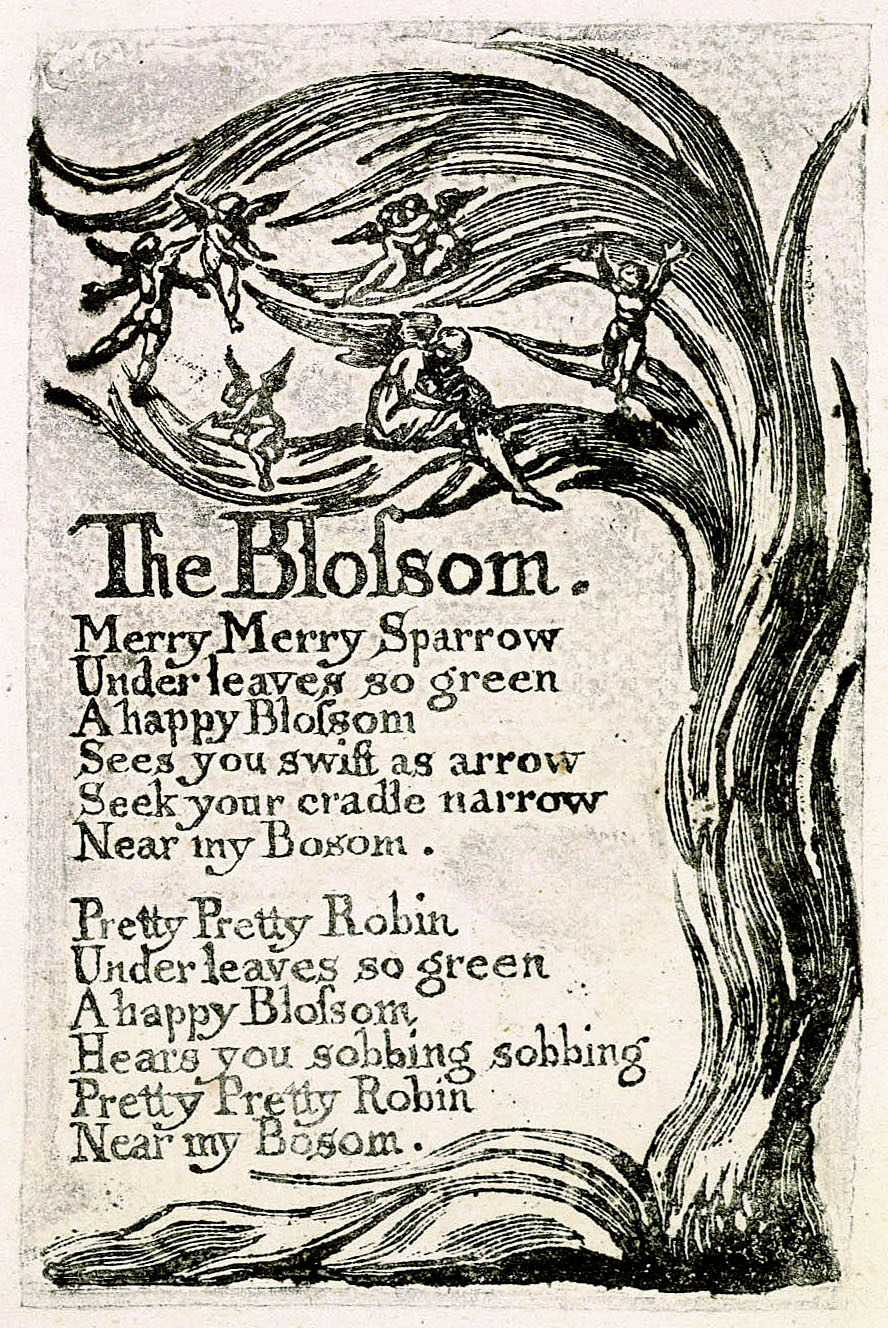
Songs of Innocence, copy U, 1789 (Houghton Library) object 8
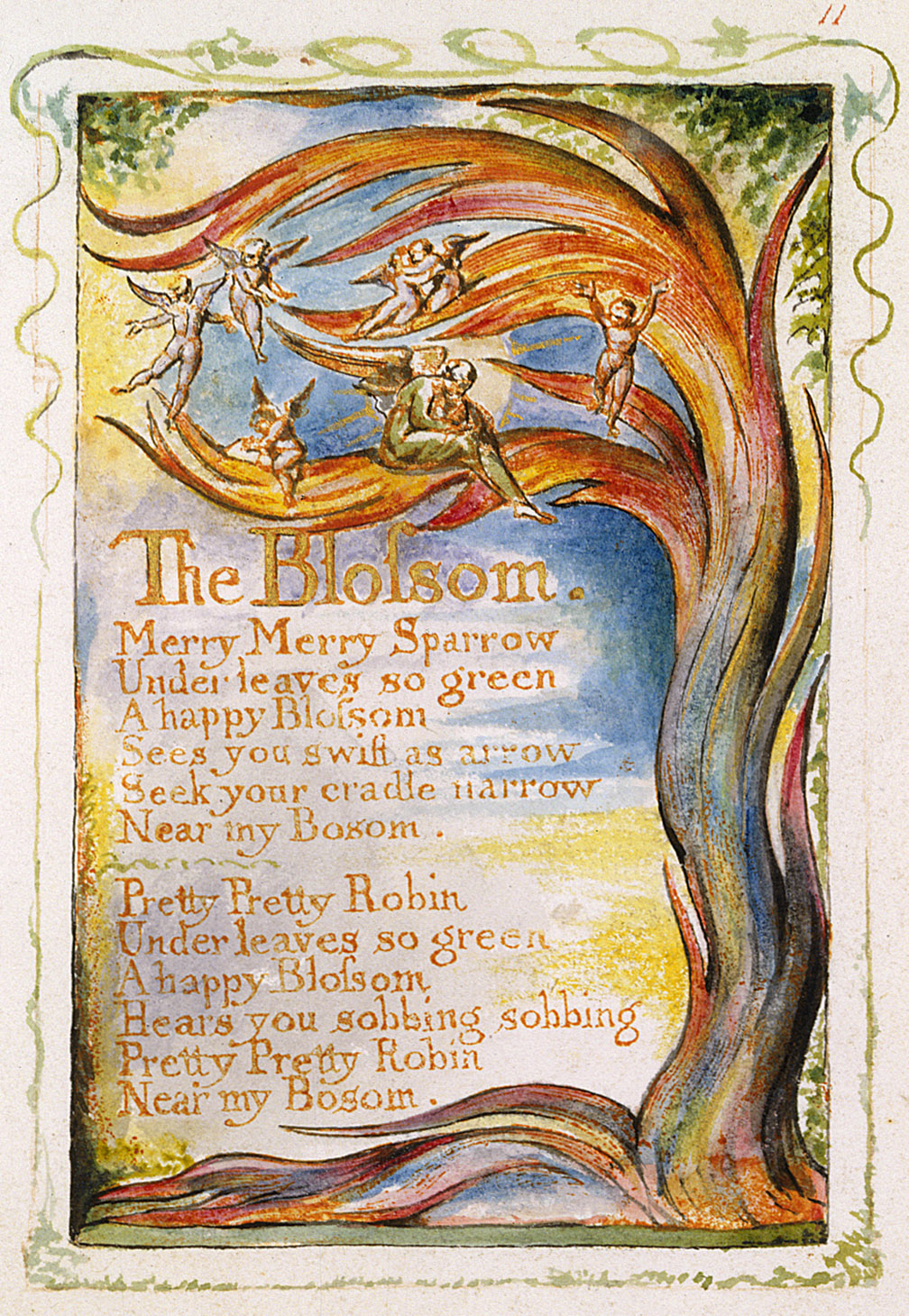
Songs of Innocence and of Experience, copy Y, 1825 (Metropolitan Museum of Art) object 11
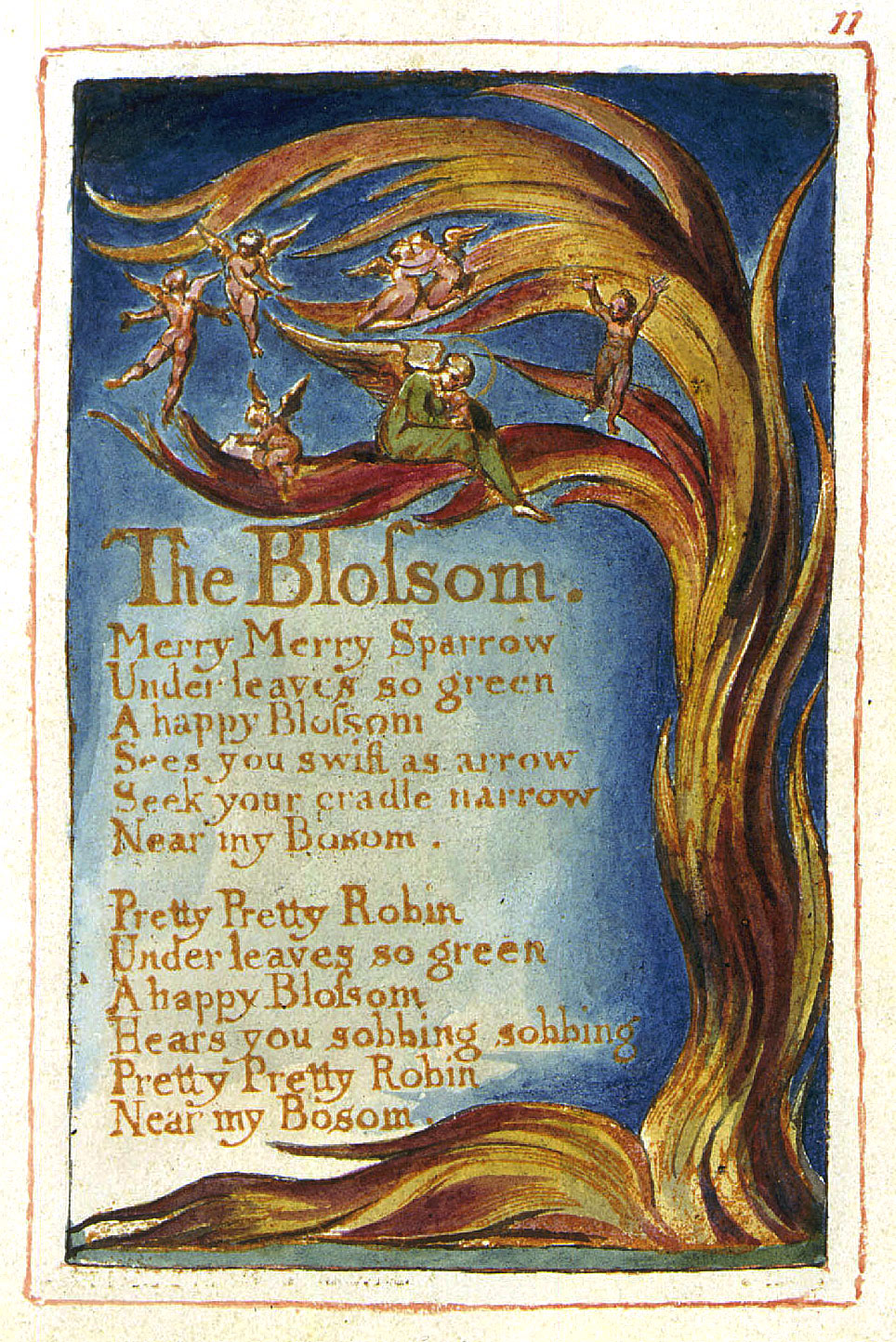
Songs of Innocence and of Experience, copy Z, 1826 (Library of Congress) object 11
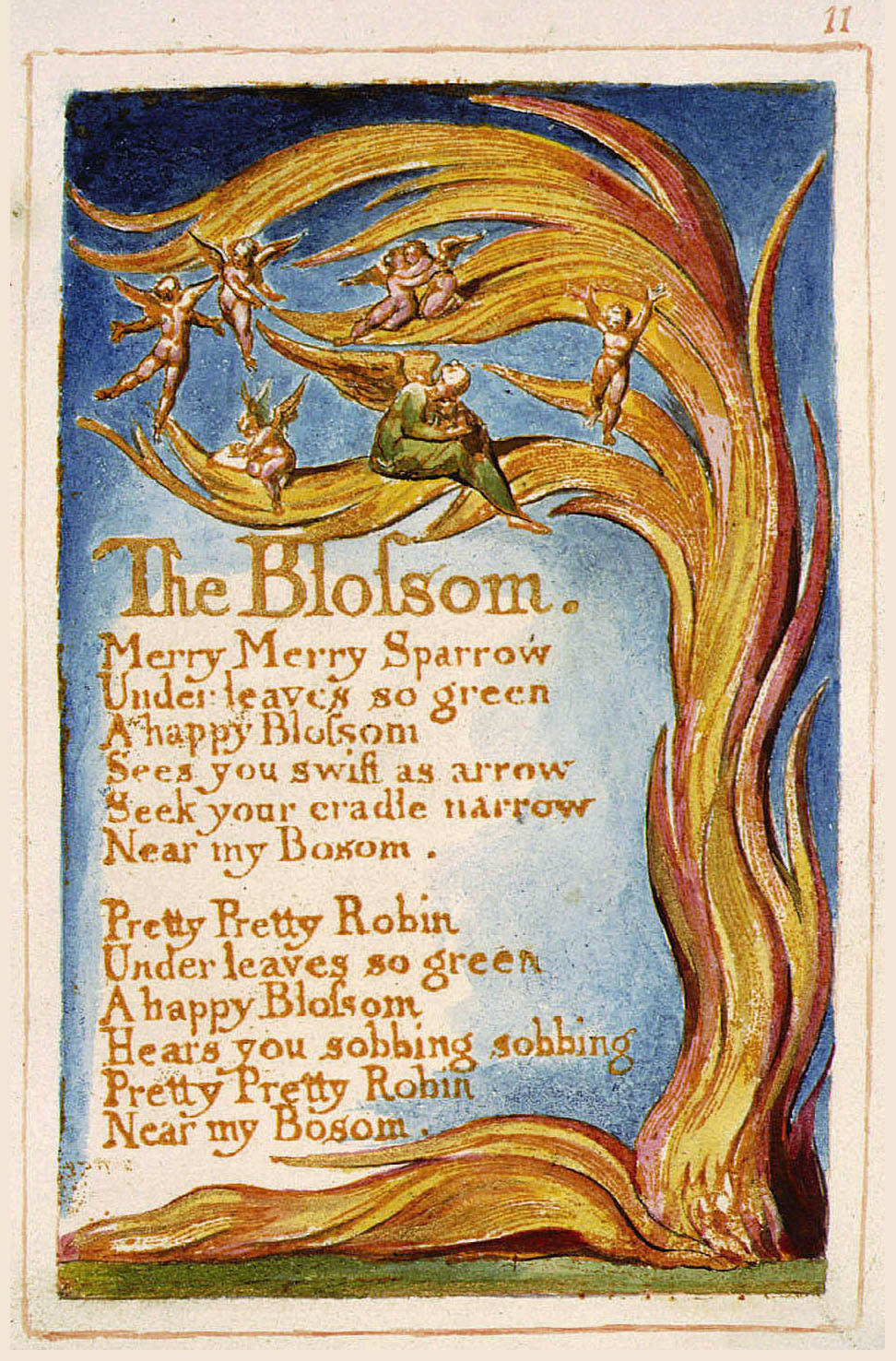
Songs of Innocence and of Experience, copy AA, 1826 (The Fitzwilliam Museum) object 11